# Caudron C.43
Le Caudron C.43 était un hydravion biplan construit par la Société des avions Caudron. Il état destiné au transport de passagers ou à un usage militaire et avait une concetption multimoteur pour la sécurité. Il a été le premier avion français à cinq moteurs. Développement du trimoteur Caudron C.39, il possédait un moteur en configuration tracteur dans le nez et deux paires de poussée et de traction entre les ailes. Il pouvait transporter huit passagers mais n'a pas été produit en série.